# Stalingradschild

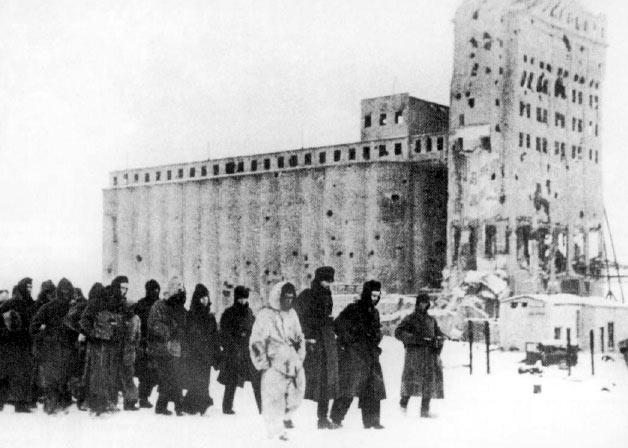
Das Getreidesilo in Stalingrad, welches stilisiert in Schildentwürfe eingeflossen ist

Der Stalingradschild war eine während der Schlacht um Stalingrad geplante, aber nicht verwirklichte deutsche Kampfauszeichnung der deutschen Wehrmacht im Zweiten Weltkrieg.

## Hintergrund
Im Oktober 1942 war das Oberkommando des Heeres (OKH) von der schnellen Eroberung Stalingrads überzeugt. Auf Anregung Adolf Hitlers sollte deshalb, entsprechend dem Krimschild und dem Narvikschild, auch ein Stalingradschild als Erinnerungsabzeichen geschaffen werden. Ein entsprechender Auftrag erging am 26. Oktober 1942 an die in Stalingrad kämpfende 6. Armee. Die Vorschläge zur Gestaltung dieses Ärmelschildes sollten bis zum 25. November 1942 beim OKH eingereicht werden. Die Reaktion von Friedrich Paulus, Oberbefehlshaber der 6. Armee, auf das dementsprechende Fernschreiben des OKH war nüchtern:

„Ein trauriges Kapitel. Wir haben die Stadt kaum zur Hälfte eingenommen und rennen uns an dem Rest die Köpfe ein. Bei dem derzeitigen Kampfwert der Truppe, ist gar nicht abzusehen, ob wir das gesteckte Ziel erreichen. Stattdessen kommt man uns mit solchen nebensächlichen, voreiligen Geschichten wie einem Stalingradschild.“

## Entwurfszeichnungen
Paulus ließ trotz seiner Kritik unterschiedliche Entwurfszeichnungen für den Schild anfertigen. Im Exposé für ein geplantes, aber nicht realisiertes Stalingradbuch aus dem März 1943 werden zwei dieser „zur Führervorlage“ gedachten Schildentwürfe beschrieben:

„Der Schild, von einem Adler umrandet, zeigt entweder den Stalingrader Silo mit der Sturmfahne der 71. Division inmitten des Trümmerfeldes oder die Gestalt eines aufrecht stehenden Soldaten, der mit seinen Armen die auf die Brust gerichteten Speere vereinigt. Die Figur ist in Übergröße in die Ruinen gestellt. Quer über den Schild steht das Wort «Stalingrad».“

Einer der Entwürfe stammt wahrscheinlich von dem Kriegsberichterstatter Ernst Eigener, der ein Angehöriger der in Stalingrad eingesetzten Propagandakompanie 637 war. Die Zeichnung wurde aber als „zu demoralisierend“ verworfen. Eigener fiel am 20. November 1942 in Stalingrad.
Nach der Einkesselung Stalingrads und der späteren Kapitulation der 6. Armee wurde die Stiftung des Schildes nicht weiter verfolgt. Der Stalingradschild wurde weder hergestellt noch verliehen. Es gab auch keine Probeprägungen. Die nach 1945 als Stalingradschild aufgetauchten Abzeichen sind ohne Ausnahme Falsifikate der Nachkriegszeit.

## Sonstiges
Der Stalingradschild selbst darf nicht verwechselt werden mit dem so genannten „Stalingradkreuz“, welches das Divisionsabzeichen der 44. Infanterie-Division „Hoch- und Deutschmeister“ darstellte, und der sogenannten „Stalingrad-Medaille“, eine Erinnerungsmedaille des Kradschützen-Bataillons 64, das seinerzeit der 14. Panzerdivision unterstellt war.